# Personal Digital Cellular
PDC (Personal Digital Cellular) – system telefonii komórkowej drugiej generacji wynaleziony i używany w Japonii.
Podobnie do D-AMPS i GSM, system PDC używa technologii TDMA. Jest to także jeden z trzech głównych ogólnoświatowych standardów cyfrowych komunikacji bezprzewodowej, ma on podobne znaczenie do systemu GSM. Choć system ten jest aktualnie używany tylko w Japonii, zastosowanie go brane jest pod uwagę także w innych regionach świata. System ten, pomimo stosowania go tylko w Japonii, jest drugim co do wielkości systemem – w grudniu 2003 roku miał ponad 61,817 milionów abonentów.
W systemie PDC stosuje się wielodostęp TDMA/FDMA, pasmo 800 MHz (downlink 810–888 MHz, uplink 893–958 MHz) i 1,5 GHz (downlink 1477–1501 MHz, uplink 1429–1453 MHz).